# Группа Матьё
Группы Матьё — это пять спорадических простых групп, M11, M12, M22, M23 и M24, введённые Эмилем Леонардом Матьё. Группы являются кратно транзитивными группами перестановок 11, 12, 22, 23 или 24 объектов. Это были первые открытые спорадические группы.
Иногда используются обозначения M9, M10, M20 и M21 для связанных групп (которые действуют на множествах с 9, 10, 20 и 21 точками, соответственно), а именно стабилизаторы точек в бо́льших группах. Хотя они не являются спорадическими простыми группами, они являются подгруппами бо́льших групп и могут быть использованы для их построения. Джон Конвей показал, что можно продолжить эту последовательность, получая группоид Матьё M13, действующий на 13 точек. M21 является простой, но не спорадической группой, будучи изоморфной PSL(3,4).

## История
Матьё ввёл группу M12 как часть исследования кратно транзитивных групп перестановок и коротко упомянул (на стр. 274) группу M24, указав её порядок. В статье 1873 года он привёл дополнительные детали, включая явные порождающие множества для этих групп, но группу нелегко увидеть из его аргументов, что сгенерированные группы не просто знакопеременные группы и несколько лет существование групп было под сомнением. Миллер даже опубликовал статью с ошибочным доказательством, что M24 не существует, хотя вскоре после этого в статье 1900 года он признал, что доказательство имело ошибки, и дал доказательство, что группы Матьё просты. Витт, наконец, прекратил сомнения о существовании этих групп путём построения их как последовательные транзитивные расширения групп перестановок, а также как группы автоморфизмов систем Штейнера.
После групп Матьё не было обнаружено новых спорадических групп до 1965, когда была открыта группа J1.

## Кратно транзитивные группы
Матьё был заинтересован в нахождении кратно транзитивных групп перестановок. Для натурального числа k, группа перестановок G, действующая на n точек, является  k-транзитивной, если при задании двух множеств точек a1, … ak и b1, … bk со свойством, что все ai различны и все bi различны, существует элемент g группы G, который отображает ai в bi для всех i от 1 до k. Такая группа называется остро k-транзитивной, если элемент g единственен (то есть действие на k-кортежи регулярно (строго транзитивно), а не просто транзитивно).
Группа M24 5-транзитивна, а группа M12 — остро 5-транзитивна. Другие группы Матьё (простые и не простые), будучи подгруппами, соответствующими стабилизаторам m точек, имеют более низкую транзитивность (M23 4-транзитивна, и т. д.).
Единственными 4-транзитивными группами являются симметрические группы Sk для k не меньшего 4, знакопеременные группы Ak для k, равного 6 и выше, и группы Матьё M24, M23, M12 и M11.
Классическим результатом является результат Жордана, что только симметрическая и знакопеременные группы (степеней k и k + 2 соответственно), а также M12 и M11 являются остро k-транзитивными группами перестановок для k не меньшего 4.
Важными примерами кратно транзитивных групп являются 2-транзитивные группы и группы Цассенхауса. Группы Цассенхауса, в частности, включают проективную общую линейную группу проективной прямой над конечным полем, PGL(2,Fq), которая является остро 3-транзитивной (см. Двойное отношение) на {\displaystyle q+1} элементах.

### Таблица порядков и транзитивности
| Группа | Порядок   | Порядок (произведение) | Разложение порядка | Транзитивность                   | Простая | Спорадическая |
| ------ | --------- | ---------------------- | ------------------ | -------------------------------- | ------- | ------------- |
| M24    | 244823040 | 3•16•20•21•22•23•24    | 210•33•5•7•11•23   | 5-транзитивная                   | да      | спорадическая |
| M23    | 10200960  | 3•16•20•21•22•23       | 27•32•5•7•11•23    | 4-транзитивная                   | да      | спорадическая |
| M22    | 443520    | 3•16•20•21•22          | 27•32•5•7•11       | 3-транзитивная                   | да      | спорадическая |
| M21    | 20160     | 3•16•20•21             | 26•32•5•7          | 2-транзитивная                   | да      | ≈ PSL3(4)     |
| M20    | 960       | 3•16•20                | 26•3•5             | 1-транзитивная                   | нет     |               |
|        |           |                        |                    |                                  |         |               |
| M12    | 95040     | 8•9•10•11•12           | 26•33•5•11         | остро 5-транзитивная             | да      | спорадическая |
| M11    | 7920      | 8•9•10•11              | 24•32•5•11         | остро 4-транзитивная             | да      | спорадическая |
| M10    | 720       | 8•9•10                 | 24•32•5            | sостро 3-транзитивная            | почти   | M10' ≈ Alt6   |
| M9     | 72        | 8•9                    | 23•32              | остро 2-транзитивная             | нет     | ≈ PSU3(2)     |
| M8     | 8         | 8                      | 23                 | остро 1-транзитивная (регулярна) | нет     | ≈ Q           |

## Построение групп Матьё
Группы Матьё можно построить разными способами.

### Группы перестановок
M12 имеет простую подгруппу порядка 660, максимальную подгруппу. Эта подгруппа изоморфна проективной специальной линейной группе PSL2(F11) над полем из 11 элементов. Если −1 обозначить как a, а бесконечность как b, двумя стандартными генераторами являются перестановки (0123456789a) и (0b)(1a)(25)(37)(48)(69). Третий генератор, дающий M12, переводит элемент x группы F11 в {\displaystyle 4x^{2}-3x^{7}}, как при перестановке (26a7)(3945).
Эта группа оказывается не изоморфной ни одному из членов бесконечных семейств конечных простых групп и называется спорадической. M11 является стабилизатором точки в M12 и тоже оказывается спорадической простой группой. M10, стабилизатор двух точек, не является спорадическим, но является почти простой группой, коммутант которой является знакопеременной группой A6. Он связан с исключительным внешним автоморфизмом группы A6. Стабилизатор 3 точек является проективной специальной унитарной группой PSU(3,22), которая является разрешимой. Стабилизатор 4 точек является группой кватернионов.
Подобным же образом, M24 имеет максимальную простую подгруппу порядка 6072, изоморфную PSL2(F23). Один генератор добавляет 1 каждому элементы поля (оставляя точку N на бесконечности неподвижной), то есть перестановка (0123456789ABCDEFGHIJKLM)(N), а другой является обращающей порядок перестановкой, (0N)(1M)(2B)(3F)(4H)(59)(6J)(7D)(8K)(AG)(CL)(EI). Третий генератор, дающий M24, переводит элемент x группы F23 в {\displaystyle 4x^{4}-3x^{15}}. Вычисления показывают, что это перестановка (2G968)(3CDI4)(7HABM)(EJLKF).
Стабилизаторы 1 и 2 точек, M23 и M22 также оказываются спорадическими простыми группами. Стабилизатор 3 точек является простой группой и изоморфен проективной специальной линейной группе PSL3(4).
Эти построения были процитированы Кармайклом. Диксон и Мортимер приписывают перестановки Эмилю Матьё.

### Группы автоморфизмов систем Штейнера
Существует с точностью до эквивалентности единственная S(5,8,24) система Штейнера W24 (схема Витта). Группа M24 является группой автоморфизмов этой системы Штейнера, то есть множество перестановок, которые отображают каждый блок в некоторый другой блок. Подгруппы M23 и M22 определяются как стабилизаторы одной точки и двух точек соответственно.
Подобным образом, существует с точностью до эквивалентности единственная S(5,6,12) система Штейнера W12, а группа M12 является её группой автоморфизмов. Подгруппа M11 является стабилизатором точки.
W12 можно построить из аффинной геометрии на векторном пространстве F3×F3, системы S(2,3,9).
Альтернативное построение W12 — «котёнок» Кёртиса.
Введение в построение W24 с помощью чудесного генератора октад Р. Т. Кёртиса и аналога для W12 (miniMOG) Конвея можно найти в книге Конвея и Слоуна.

### Группы автоморфизмов кодов Голея
Группа M24 является группой автоморфизмов перестановок расширенного двоичного кода Голея W, то есть группы перестановок 24 координат, отображающих W в себя. Все группы Матьё можно построить как группы перестановок бинарных кодов Голея.
M12 имеет индекс 2 в своей группе автоморфизмов, а M12:2 оказывается изоморфной подгруппе группы M24. M12 является стабилизатором кода из 12 единиц. M12:2 стабилизирует раздел в двух комплементарных кодах из 12 бит.
Существует естественная связь между группами Матьё и бо́льшими группами Конвея, поскольку решётка Лича была построена на бинарном коде Голея и обе группы, фактически, лежат в пространстве размерности 24. Группы Конвея обнаруживаются в Монстре. Роберт Грис ссылается на 20 спорадических групп, найденных в Монстре, как Счастливое семейство, а на группы Матьё как первое поколение.

### Dessins d’enfants
Группы Матьё можно построить с помощью dessins d'enfants (фр: детский рисунок), а рисунок, ассоциированный с M12, ле Брюн назвал «Monsieur Mathieu» (Месье Матьё).